# Sify
Sify科技有限公司（英語：Sify Technologies Limited，前稱），印度信息及通信技术公司，提供電信服務、資料中心服務、雲端和託管服務、轉型整合服務以及應用整合服務，由R·拉馬拉吉（R. Ramaraj）創立並領導。Sify科技有限公司在印度互聯網和電子商務的早期傳播過程中發揮了重要作用。自1999年10月起在纳斯达克上市，股票代號為SIFY。

## 歷史
1999年11月，Sify斥資12.22億盧比收購了IndiaWorld Communications 24.5%的股份。Sify之後於2000年6月30日以32.54億盧比的價格收購了剩餘股份。
2000年，Sify贊助了印度奧運代表隊。2002年1月，Sify宣布對在名為「Sify Greenmail」的為期六週的競賽中，發送的大多數電子郵件進行獎勵，以宣導電子郵件作為一種環保的通訊方式。2002年3月，Sify與MakeMyTrip合作，經營Sify的旅遊入口網站。
2005年11月，Satyam Computer Services以6,262萬美元的價格將其剩餘的Sify 31.61%股份出售給拉賈·維吉斯納（Raju Vegesna）擁有的Infinity Capital Ventures。

## 外部連結
- 官方网站